# Кастильо, Тереза
Тере́за Рут Касти́льо (англ. Teresa Ruth Castillo; род. 14 октября 1983, Лонг-Бич, Калифорния) — американская актриса, певица и телеведущая.

## Биография
Тереза Рут Кастильо родилась 14 октября 1983 года в Лонг-Биче (штат Калифорния, США). У Терезы есть две старших сестры.
В 2002 году Тереза обучалась актёрскому мастерству в Калифорнийском университете в Ирвайне. Также Кастильо обучалась танцам в Голливуде.

## Карьера
Будучи в средней школе, Тереза начала играть в мюзиклах. С 2005 году Кастильо снимается в кино и в настоящее время она сыграла в 14-ти фильмах и телесериалах. Также она снимается в рекламе.

## Личная жизнь
С 17 мая 2008 года Тереза замужем за планировщиком праздников Шейном Аароном, с которым она встречалась 4 года до их свадьбы. У супругов есть двое детей — дочь Виктория Милани Аарон (род.29.05.2014) и сын Себастьян Джеймс Аарон (род.25.01.2016).

## Избранная фильмография
| Год       |   | Русское название                     | Оригинальное название                    | Роль             |
| --------- | - | ------------------------------------ | ---------------------------------------- | ---------------- |
| 2010      | с | Детектив Раш                         | Cold Case                                | Джина Лопреси'82 |
| 2010      | с | 90210: Новое поколение               | 90210                                    | Лора             |
| 2010      | с | C.S.I.: Место преступления Майами    | CSI: Miami                               | Алекис Уилкес    |
| 2011      | с | Кости                                | Bones                                    | Хизер Лейкфиш    |
| 2011      | с | АйКарли                              | iCarly                                   | Эшли             |
| 2011      | с | Тайная жизнь американского подростка | The Secret Life of the American Teenager | Реджина          |
| 2011      | с | Компаньоны                           | Franklin & Bash                          | Лорен Гонсалес   |
| 2011      | с | Как я встретил вашу маму             | How I Met Your Mother                    | Майя             |
| 2012—2015 | с | Главный госпиталь                    | General Hospital                         | Сандра Сантьяго  |